# Slovenský národní revoluční pohár 1995
Devatenáctý ročník Slovenského národního revolučního poháru se odehrál roku 1995 v Banské Bystrici na Slovensku. Vyhrál ho český klub HC Kometa Brno.

## Výsledky

### Semifinále
| 1995 | HC Kometa Brno | 7 : 0           | EV Zeltweg |  |
|      | HC Kometa Brno | (0:0, 2:0, 5:1) | EV Zeltweg |  |

| Souhrn zápasu | Souhrn zápasu | Souhrn zápasu | Souhrn zápasu | Souhrn zápasu |
| ------------- | ------------- | ------------- | ------------- | ------------- |
|               |               |               |               |               |

| 1995 | HC Slovan Bratislava | 8 : 3           | HKm Zvolen |  |
|      | HC Slovan Bratislava | (4:1, 3:2, 1:0) | HKm Zvolen |  |

| Souhrn zápasu | Souhrn zápasu | Souhrn zápasu | Souhrn zápasu | Souhrn zápasu |
| ------------- | ------------- | ------------- | ------------- | ------------- |
|               |               |               |               |               |

### Finále
| 1995 | HC Kometa Brno | 5 : 2            | HC Slovan Bratislava |  |
|      | HC Kometa Brno | (2:0, 2:0, 1:12) | HC Slovan Bratislava |  |

| Souhrn zápasu | Souhrn zápasu | Souhrn zápasu | Souhrn zápasu | Souhrn zápasu |
| ------------- | ------------- | ------------- | ------------- | ------------- |
|               |               |               |               |               |